# HD 1089
HD 1089，又名CD-35 65，SAO 192418、HR 54，是一颗恒星，视星等为6.17，位于銀經345.8，銀緯-78.99，其B1900.0坐标为赤經0h 9m 55.3s，赤緯-35° -78.99′ 36″。